# Abd al-Malik Imad ad-Daula
Abd al-Malik Imad ad-Daula (arabisch عبد الملك عماد الدولة, DMG ʿAbd al-Malik ʿImād ad-Dawla, oder auch Abd al-Malik ibn Mustaʿin, * vor 1100; † 1130) war der fünfte und letzte aus der Dynastie der Hudiden stammende Emir im Taifa-Königreich von Saragossa. Er regierte in Saragossa nur kurz im Jahr 1110 (Jahr 503 in der islamischen Zeitrechnung).

## Leben
Abd al-Malik ibn Musta'in, mit vollem Namen Abu Marwan Abd al-Malik ibn Ahmad ibn Hud Imad ad-Daula, arabisch أبو مروان عبد الملك بن أحمد بن هود عماد الدولة, DMG Abū Marwān ʿAbd al-Malik b. Aḥmad b. Hūd ʿImād ad-Dawla, trug die Ehrenbezeichnung Imad ad-Daula – Pfeiler der Dynastie (arabisch عماد الدولة, DMG ʿImād ad-Dawla). Latinisiert war er als Mitadolus bekannt.
Nachdem sein Vater Ahmad II. al-Musta'in am 24. Januar 1110 im Kampf gegen Aragón in der Schlacht von Valtierra gefallen war, trat Abd al-Malik sein Thronerbe an. Da er laufend von den Almoraviden und den Truppen der Königreiche Aragón und Navarra bedrängt wurde, sah er sich gezwungen, beim Königreich Kastilien um Hilfe zu beten. Seinem Hilfegesuch wurde stattgegeben, er musste aber dafür den Status eines Vasallen Kastiliens annehmen.
Dies konnten aber wiederum die von ihrem Emir Ali ibn Yusuf angeführten Almoraviden nicht akzeptieren und so nahmen sie Saragossa noch am 31. Mai desselben Jahres ein. Als Gouverneur wurde von den Almoraviden Muhammad ibn al-Hadsch eingesetzt, der später de facto als Emir fungierte. Abd al-Malik zog sich daraufhin in seine uneinnehmbare Festung Rueda zurück, wo er einen Miniaturstaat schuf, der aus Rueda, mehreren Kastellen in der Nähe von Calatayud und der Stadt Borja bestand. Dennoch war die Unabhängigkeit der Taifa von Saragossa von nun an endgültig verloren gegangen.
Abd al-Malik behielt einen Großteil des königlichen Staatstresors in Rueda und so konnte er weiter gegen die Almoraviden kämpfen. Im Dezember des Jahres 1118 wurde Saragossa schließlich von Alfons I. eingenommen und es sollte nicht lange dauern, bis die gesamte Taifa von Saragossa den Almoraviden abhandengekommen war. Nach der Schlacht von Cutanda im Jahr 1120 gingen auch noch Calatayud und Daroca verloren. Bei diesem letzten Feldzug gegen die Almoraviden war auch Abd al-Malik beteiligt, der bei dieser Gelegenheit Wilhelm IX., den Herzog von Aquitanien, kennenlernte. Aus Freundschaft schenkte er ihm eine Vase, die aus einem einzigen Bergkristall gefertigt war. Dieses herrliche Kunstwerk verschenkte dann später Eleonore von Aquitanien an den König von Frankreich Ludwig VII.
Nach der Niederlage der Almoraviden im Jahr 1118 wurde Abd al-Malik von Alfons I. in Rueda geduldet, er verlor aber im Jahr 1124 Borja an den König von Aragón. Er hielt sich in seiner Festung Rueda noch bis zu seinem Tod im Jahr 1130 (Jahr 524 der islamischen Zeitrechnung). Es folgte ihm in Rueda sein Sohn Saif ad-Daula Ahmad III., der bei christlichen Historikern als Zafadola bekannt war.

## Nachkommenschaft
Abd al-Malik hatte einen Sohn, Saif ad-Daula Ahmad III.